# Pankowka
Pankowka (russisch Панковка) ist eine Siedlung städtischen Typs in der Oblast Nowgorod (Russland) mit 9603 Einwohnern (Stand 14. Oktober 2010).

## Geographie
Die Siedlung liegt etwa fünf Kilometer südwestlich des Zentrums des Oblast- und Rajonverwaltungssitzes Weliki Nowgorod. Sie schließt faktisch unmittelbar an die Außenbezirke der Großstadt an. Pankowka erstreckt sich am rechten Ufer der Werjascha, eines Zuflusses des Ilmensees.
Pankowka gehört zum Rajon Nowgorodski und bildet als deren einziger Ort die Stadtgemeinde Pankowskoje gorodskoje posselenije.

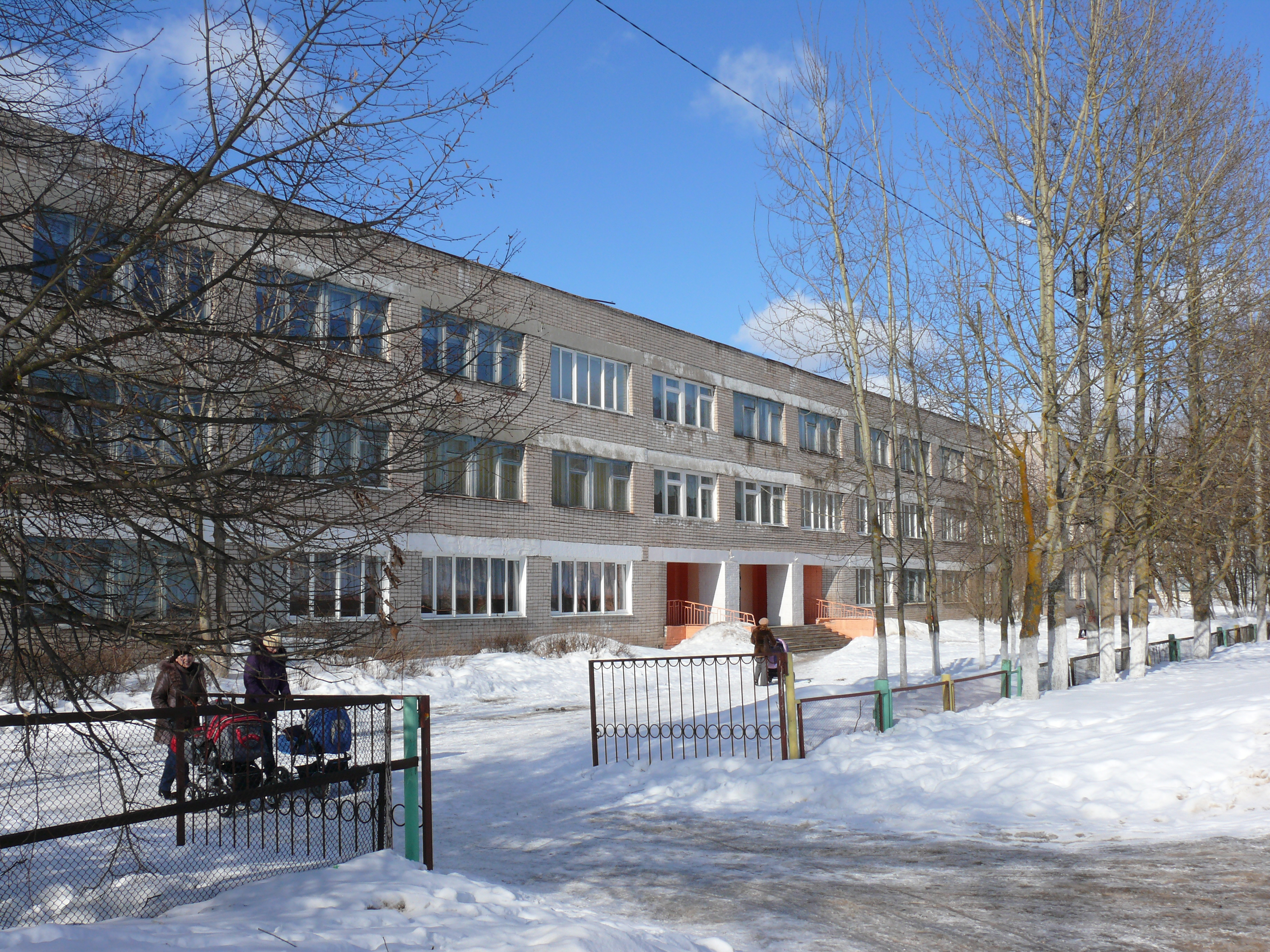
Schule in Pankowka
Die Werjascha bei Pankowka

## Geschichte
An Stelle der heutigen Siedlung wurde erstmals 1412 das Dorf Mostischtschi erwähnt, wo eine hölzerne Kirche erbaut und ein Kloster gegründet wurde. Überreste einer späteren steinernen Kirche und des Klosters wurden bei Ausgrabungen um das Jahr 2000 wiederentdeckt.
Später trug das Dorf den Namen Pantschicha, im 20. Jahrhundert bürgerte sich die Form Pankowka ein. Ab den 1970er-Jahren entstanden aufgrund der Lage unweit der Großstadt Nowgorod verschiedene Industriebetriebe und eine Plattenbausiedlung, die am 28. März 1977 den Status einer Siedlung städtischen Typs erhielt.

### Bevölkerungsentwicklung
| Jahr | Einwohner |
| ---- | --------- |
| 1979 | 3.376     |
| 1989 | 6.939     |
| 2002 | 10.057    |
| 2010 | 9.603     |

Anmerkung: Volkszählungsdaten

## Wirtschaft und Infrastruktur
In Pankowka gibt es ein Reparaturwerk für Technik der Russischen Armee und ein Tanklager, außerdem verschiedene Bau- und Versorgungsbetriebe.
Der zentrale Teil der Siedlung mit seinen Plattenbauten ist vorrangig Wohnvorort der Stadt Weliki Nowgorod, mit der Stadtbusverbindung besteht. Südlich und südwestlich erstrecken sich verwaltungstechnisch zum Ort gehörende ausgedehnte Kleingarten- und Sommerhaus-(„Datschen“-)Siedlungen.
Pankowka liegt an der Fernstraße R56, die Weliki Nowgorod mit Pskow verbindet. Bis zum Zweiten Weltkrieg führte durch den Ort die Eisenbahnstrecke Tschudowo – Nowgorod – Staraja Russa, die in den 1870er-Jahren als Schmalspurbahn (Spurweite 1076 mm) erbaut und im Ersten Weltkrieg auf Breitspur umgebaut worden war. Nach Kriegszerstörungen wurde der Abschnitt Nowgorod – Staraja Russa nicht wieder aufgebaut; heute führt auf der alten Trasse noch ein Güteranschlussgleis von Nowgorod nach Pankowka.
Östlich der Siedlung befindet sich der Flughafen von Weliki Nowgorod (Jurjewo; IATA-Code NVR, ICAO-Code ULNN), der aber aus Richtung Pankowka keine Zufahrt hat.